# Helmar Frank

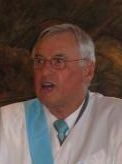
Helmar Frank (2004)

Helmar Gunter Frank (* 19. Februar 1933 in Waiblingen; † 15. Dezember 2013 in Paderborn) war ein deutscher Mathematiker und Kybernetiker.

## Leben
Frank war Sohn des Geologen und Universitätsprofessors Manfred Frank (1905–1976) und der Bankbeamtin Erna Frank (geb. Glocker).
Er studierte in Stuttgart und Tübingen Mathematik, erwarb 1956 das Diplom und legte 1957 das Staatsexamen für das Höhere Lehramt ab. Dann setzte er seine Studien in Paris fort, wo ihn der Computerpionier Louis Couffignal in die Kybernetik einführte.
Frank war Mitglied des Studentenparlaments (AStA) der Universität Stuttgart und dessen Pressereferent. Von 1953 bis 1959 leitete Helmar Frank an der TH Stuttgart einen Arbeitskreis Rhetorik. Frank wurde 1959 mit dem Dissertationsthema Grundlagenprobleme der Informationsästhetik und erste Anwendung auf die mime pure zum Dr. phil. an der Universität Stuttgart promoviert. Anschließend unterrichtete er in Mathematik und Physik an nordwürttembergischen Gymnasien. Von 1961 bis 1963 war Frank wissenschaftlicher Mitarbeiter in der Kybernetik-Forschungsgruppe Lernende Automaten der Technischen Universität Karlsruhe. In dieser Zeit machte er bereits durch sein Buch über die kybernetischen Grundlagen der Pädagogik auf sich aufmerksam. Mit 30 Jahren besetzte er 1963 als jüngster Professor in Deutschland den Lehrstuhl für Informationswissenschaft (später für Kybernetik) der Pädagogischen Hochschule Berlin und baute dort das Institut für Kybernetische Pädagogik auf. In dieser Zeit definierte er unter anderem den Begriff der Auffälligkeit von Ereignissen.
1969 entschied das Kultusministerium von Nordrhein-Westfalen, das zusammen mit dem Computerpionier Heinz Nixdorf initiierte Forschungs- und Entwicklungszentrum für objektivierte Lehr- und Lernverfahren (FEoLL) in Paderborn anzusiedeln. Neben Frank waren Miloš Lánský und Walter Schöler Direktoren des FEoLL. Dies führte 1972 zur Gründung der Universität – Gesamthochschule Paderborn, an die Frank als Professor für kybernetische Pädagogik wechselte und wo er bis 2006 der Lehrtätigkeit auch noch als Emeritus nachging. Der Nachlass des Instituts für Kybernetik ging 2017 an den Lehrstuhl für Medientheorien der Humboldt-Universität zu Berlin.
Frank war Honorar- und unbefristeter Gastprofessor der Technischen Universität Berlin und der Universitäten Guangzhou, Nitra, Prag, Rosario und Hermannstadt (Sibiu).
Von 1960 bis 2007 war Frank Chefredakteur der vom Institut für Kybernetik noch bis 2016 herausgegebenen Fachzeitschrift „Grundlagenstudien aus Kybernetik und Geisteswissenschaften“ (grkg Humankybernetik).
Frank war 1964 Gründer und dann Präsident der Arbeitsgemeinschaft für programmierte Instruktion (heute Gesellschaft für Pädagogik, Information und Medien – GIP). Von 1964 bis 1970 leitete er die Symposien der Gesellschaft. 2010 verlieh die GIP ihrem Mitbegründer und langjährigen Vorsitzenden die Würde eines Ehrenpräsidenten. In der Begründung heißt es: „Er hat mitgewirkt an der Gründung verschiedener Universitäten (Klagenfurt, Flensburg) und Bildungs- und Forschungseinrichtungen wie z. B. Bildungstechnologisches Zentrum Wiesbaden und FEoLL Paderborn. Zahlreiche bildungskybernetische Publikationen, aber auch in anderen Bereichen, zeugen von seiner Kreativität und Aktivität.“
Seine schwere Erkrankung beendete 2006 jäh alle seine Arbeiten.

## Tätigkeitsschwerpunkte
- Theoretische Bildungskybernetik
- Informationspsychologie
- Erlanger Schule der Informationspsychologie
- Kurzspeicherkapazität
- Mediendidaktik
- Kybernetische Interlinguistik

## Engagement für Esperanto und Europa
Frank erlernte 1974 Esperanto. Er beherrschte weiterhin die Sprachen Deutsch, Englisch, Französisch, Spanisch, Italienisch, Portugiesisch und Niederländisch.
Frank war Initiator (1983), Mitbegründer (1985) und langjähriger Präsident der Internationalen Akademie der Wissenschaften (AIS) San Marino (bis 2007). In ihr spielt Esperanto als Wissenschaftssprache eine wichtige Rolle.
Von 1975 bis 1982 leitete er ein internationales Experiment zur Untersuchung des propädeutischen Wertes von Esperanto. Er stellte die These auf, dass durch das Erlernen eines Modells (in diesem Fall der Plansprache Esperanto) der eigentliche Lernstoff (in diesem Fall die Fremdsprache Englisch) leichter erlernt werden könne und die Investitionszeit für das Erlernen des Modells auch aufgeholt wird. Die Tatsache, dass seine Theorien ignoriert wurden und nicht zu einer Änderung des Sprachunterrichts führte, begründete er mit Totschweigen, welches teilweise mit Geisteskrankheit der Gegner zu begründen sei. Der Esperantist Frank beschrieb diesen Sprachorientierungsunterricht (LOI) ab dem 3. Schuljahr, an dem damals 600 Schüler teilnahmen, als überlegene Alternative zu anderen Formen des Fremdsprachenunterrichts. Ein Fremdsprachenunterricht schon ab dem 1. Schuljahr (oder früher) sei dagegen politisch und sprachpädagogisch falsch und würde, als unverhohlener oder getarnter Versuch der „Beseitigung des innereuropäischen Sprachreichtums“, unausweichlich in einer „Kulturkatastrophe“ enden.
Frank unterstützte den Esperanto-Lehrer und Lehrbuch-Autor Hermann Behrmann in seinem programmierten Esperanto-Unterricht auf der Grundlage des Lehrmaterials Esperanto Programita.
Frank begründete 1974 in Paderborn den Europa-Klub, dessen Präsident er bis 2009 war. Er entwickelte ihn zu einer internationalen Organisation mit etwa 300 Mitgliedern, die sich für die Europäische Gemeinschaft engagierte. Auch den Arbeitskreis für liberale europäische Sprachpolitik (ALEUS) rief er ins Leben, um seine europapolitischen Ideen zu verbreiten.
Er unternahm ab 1994 Anstrengungen, um ein Fach mit der Bezeichnung Eurologie (Europik) einzuführen, das sich der Wissenschaft für Europäische Identität widmen sollte.
Frank war 1983 Gründungspräsident der Tutmonda Asocio pri Kibernetiko, Informadiko kaj Sistemiko (TAKIS).
Als Vorstandsmitglied der Association Internationale de Cybernétique (AIC) erreichte er, dass Esperanto eine der drei Arbeitssprachen neben Französisch und Englisch wurde.
Der Esperanto-Weltbund (UEA) verlieh ihm 1983 das Diplom für herausragende Tätigkeit.
Zu seinem 80. Geburtstag erschien eine Festschrift, an der 60 Autoren von 4 Kontinenten mitwirkten. Die Beiträge erschienen parallel in Deutsch, Englisch und anderen Sprachen und in Esperanto.

## Familie
Frank heiratete 1961 die Juristin Brigitte Böhringer (1936–1990). Das Paar hatte eine Tochter und einen Sohn. In zweiter Ehe war er mit der deutsch-tschechischen Philologin und Interlinguistin Věra Barandovská-Frank (geb. 1952) verheiratet. Aus dieser Ehe ging eine Tochter hervor.

## Schriften
- Helmar Frank u. a.: Kybernetik – Brücke zwischen den Wissenschaften. Umschau Verlag, Frankfurt am Main 1962 (2. Auflage).
- Helmar Frank: Kybernetische Grundlagen der Pädagogik. Agis-Verlag, Baden-Baden 1962.
- Brigitte Frank-Böhringer (Hrsg.): Rhetorische Kommunikation. (Entstanden aus dem Arbeitskreis Rhetorik von 1953 bis 1959). Verlag Schnelle, Quickborn 1963.
- Kybernetische Analysen subjektiver Sachverhalte. Verlag Schnelle, Quickborn 1964.
- Helmar G. Frank/Brigitte S. Meder: Einführung in die kybernetische Pädagogik. dtv, München 1971.
- Frank, Helmar: Propedeŭtika valoro de Esperanto. In: Juan Régulo (Hg.): Serta gratulatoria in honorem Juan Régulo. La Laguna: Universidad de La Laguna. 1987.
- Helmar Frank und Werner Bormann: Por plurlingveco de Eŭropo. disputo pri argumentoj / Für Europas Mehrsprachigkeit. Ein Streit um Argumente. Akademia Libroservo. Institut für Kybernetik, Verlagsabteilung Berlin und Paderborn 1994.